# Почётный сотрудник МВД
Нагрудный знак «Почётный сотрудник МВД» — высший ведомственный знак отличия Министерства внутренних дел Российской Федерации. Учреждён приказом МВД России от 7 ноября 1998 года № 722 «Об учреждении нагрудного знака „Почетный сотрудник МВД“». Повторно учреждался приказом МВД России от 31 октября 2012 года № 989 «О ведомственных знаках отличия Министерства внутренних дел Российской Федерации» в связи с реформой МВД России, а также приказом МВД России от 20 апреля 2017 года № 220 «О ведомственных знаках отличия Министерства внутренних дел Российской Федерации».
Нагрудный знак «Почётный сотрудник МВД России» вручается сотрудникам органов внутренних дел, особо отличившимся при несении службы. Он сохранил внешнее сходство с предшествующими ему подобными знаками отличия, которые существовали в советских правоохранительных ведомствах, в частности, со знаком «Заслуженный работник МВД».

## Предыстория

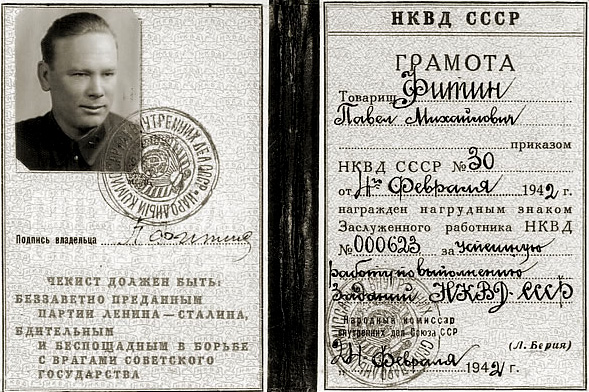
Грамота к знаку «Заслуженный работник НКВД» на имя П. М. Фитина, 1942 год

Впервые специальные награды, предназначенные для сотрудников правоохранительных органов, появились в России в период правления императора Николая II (1894—1917). 24 апреля 1903 года по ходатайству министра внутренних дел был утверждён знак в честь 200-летия основания Санкт-Петербурга: позолоченный вариант знака предназначался для полиции и классных чинов управления градоначальства города, серебряный — для околоточных надзирателей и нижних чинов. 16 августа 1913 года был учреждён знак в память о 200-летии Кронштадта, которым награждались классные и неклассные чины городской полиции.
Как отмечает исследователь, кандидат юридических наук М. А. Рогов, значительная часть ведомственных наград для работников правоохранительных учреждений появилась в советский период, причём их создание было связано с первыми юбилеями таких ведомств, как Всероссийская чрезвычайная комиссия по борьбе с контрреволюцией и саботажем при СНК РСФСР (ВЧК), Государственное политическое управление при НКВД РСФСР (ГПУ) и Народный комиссариат внутренних дел СССР (НКВД). Первым такого рода отличительным знаком стал наградной жетон, выпущенный Комиссариатом внутренних дел Северной области к первой годовщине Октябрьской революции. «Наиболее известны вручения жетонов отличившимся дружинникам полка по охране Петрограда».
В 1932 году были учреждены знаки «Почётный работник ВЧК—ГПУ (XV)» и «Почётный работник рабоче-крестьянской милиции (XV)», создание которых было приурочено к юбилеям ведомств. В 1934 году был образован Народный комиссариат внутренних дел; в 1940 году имеющиеся награды заменил знак «Заслуженный работник НКВД». В последующие годы ведомство неоднократно меняло своё название, что отражалось и на знаке, однако в его форма изменениям практически не подвергалась, менялись лишь размещённые на нём аббревиатуры: НКВД (1940—1946), МВД (1946—1949), МГБ (1949—1953), МВД (1953—1962), МООП (1962—1968), МВД (1968—1991). Существовали и юбилейные версии награды, выпущенные, в частности, к 50-летнему и 70-летнему юбилеям силовой структуры.
|                                     |                                                        |                                                                  |                                         |                                 |
| Юбилейный знак «ВЧК—ГПУ (V)» (1922) | Юбилейный знак «Почётный работник ВЧК—ГПУ (XV)» (1932) | Знак «Почётный работник рабоче-крестьянской милиции (XV)» (1932) | Знак «Заслуженный работник НКВД» (1940) | Знак «Заслуженный работник МВД» |

## История
25 декабря 1991 года, согласно принятому Верховным Советом республики закону, РСФСР была переименована в Российскую Федерацию. 26 декабря 1991 года СССР прекратил своё существование, Россия выделилась из него как независимое государство. 21 апреля 1992 года Съезд народных депутатов России утвердил переименование, внеся соответствующие поправки в Конституцию РСФСР, которые вступили в силу 16 мая 1992 года с момента опубликования. Соответственно Министерство внутренних дел РСФСР стало именоваться Министерством внутренних дел Российской Федерации.
Специальный знак для награждения сотрудников правоохранительных органов, аналогичный тем, что существовали в советский период, появился в министерстве только в 1998 году. Приказом МВД России от 7 ноября 1998 года № 722 был учреждён нагрудный знак «Почётный сотрудник МВД», ставший высшим знаком отличия ведомства. Новая ведомственная награда сохранила сходство со своими советскими предшественниками, пишет М. А. Рогов.
После реформы МВД 2009—2011 годов частично изменилась и ведомственная наградная система, однако знак «Почётный сотрудник МВД» сохранил в ней своё прежнее место и был повторно учреждён приказом от 31 октября 2013 года № 998 «О ведомственных знаках отличия Министерства внутренних дел Российской Федерации».
Приказом МВД России от 20 апреля 2017 года № 220 «О ведомственных знаках отличия Министерства внутренних дел Российской Федерации» наградная система ведомства вновь была подвергнута изменениям. Нагрудный знак «Почётный сотрудник МВД» вновь был учреждён данным документом в качестве высшего ведомственного знака отличия МВД.

## Положение о знаке и порядок награждения

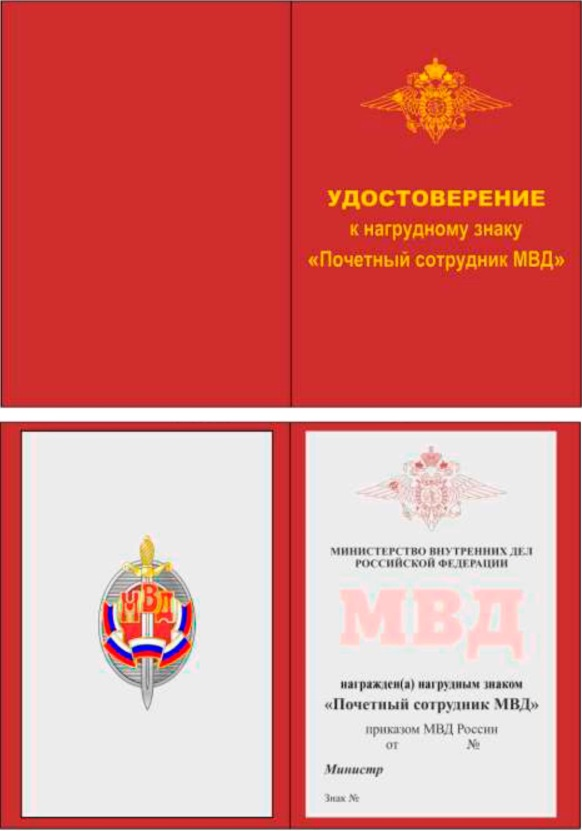
Удостоверение к нагрудному знаку «Почётный сотрудник МВД», лицевая и внутренняя стороны бланка

Нагрудным «Почётный сотрудник МВД», согласно Положению (приложение № 3 к приказу МВД России от 20 апреля 2017 года № 220), награждаются лица рядового и начальствующего составов органов внутренних дел, имеющие стаж службы (выслугу лет) в системе МВД России 15 лет и более, «за умелую организацию работы и высокие показатели в служебной деятельности органов внутренних дел, за образцовое выполнение служебного долга, проявленные при этом инициативу и самоотверженность и награжденные государственной наградой Российской Федерации или медалью МВД России (за исключением награждения медалью МВД России „За отличие в службе“)».
Для представления к награждению нагрудным знаком МВД России «Почетный сотрудник МВД», гласит пункт 6 приложения № 2 к приказу МВД России от 20 апреля 2017 года № 220, учитывается только периоды службы (военной службы) в системе МВД России. Награждение знаком, подчёркивается в пункте 17 данного приложения, может осуществляться «не ранее чем через два года после предыдущего награждения медалями МВД России, за исключением случаев награждения за проявленные мужество, смелость и отвагу, награждения медалью МВД России „За отличие в службе“, а также случаев награждения нагрудным знаком МВД России „Почетный сотрудник МВД“, медалями МВД России после награждения медалью МВД России „За отличие в службе“». Пункт 18 указывает, что по решению министра внутренних дел награждение знаком «Почётный сотрудник МВД» может быть произведено до истечения 2-летнего срока.

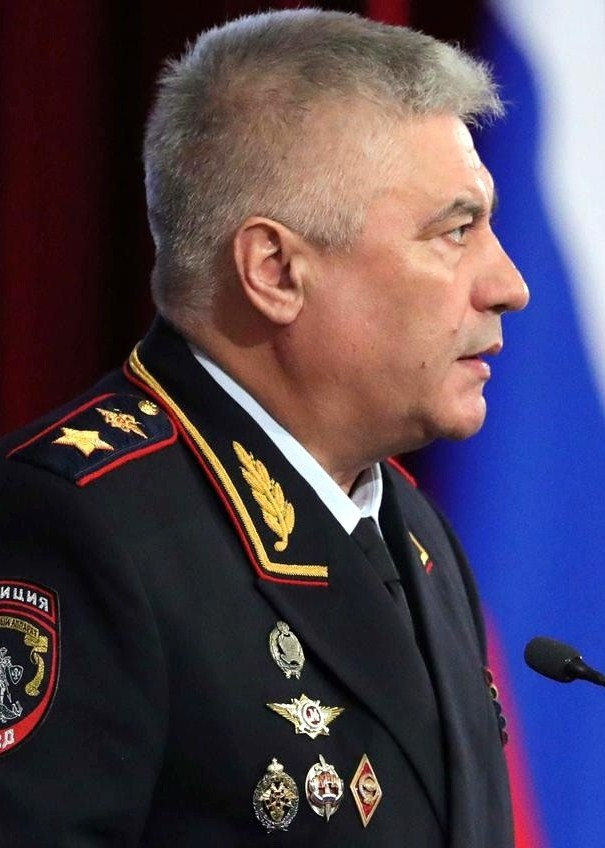
Министр внутренних дел РФ Владимир Колокольцев; на правой стороне груди — знак «Почётный сотрудник МВД»

Награждение знаком «Почетный сотрудник МВД», как и другими ведомственными знаками отличия, согласно пункту 7 приложения № 2 к приказу МВД России от 20 апреля 2017 года № 220, осуществляется министром внутренних дел Российской Федерации. Положение о знаке гласит о том, что награждение производится ко Дню сотрудника органов внутренних дел Российской Федерации (10 ноября); в иное время награждение знаком производится по решению руководителя МВД «за особые заслуги по выработке и реализации государственной политики в сфере деятельности» ведомства. Наградные материалы, представляемые для награждения ко Дню сотрудника органов внутренних дел Российской Федерации, представляются в Департамент государственной службы и кадров МВД России к 10 сентября.
В пункте 15 приложения № 2 к приказу МВД России от 20 апреля 2017 года № 220 отмечается, что ведомственные знаки отличия, к коим относится знак «Почётный сотрудник МВД», а также удостоверения к ним, как правило, «вручаются награжденным в торжественной обстановке перед строем или на совещании (собрании)». Образец удостоверения к знаку утверждён приложением № 3 к Положению о знаке.
Посмертное награждение знаком, как и повторное, не допускается. Единый учёт награждённых нагрудным знаком «Почётный сотрудник МВД России» и общее руководство награждения ведомственными знаками отличия ведётся Департаментом государственной службы и кадров МВД России. Дубликаты нагрудного знака и удостоверения к нему могут быть выданы Министерством внутренних дел Российской Федерации в случае утраты знака или удостоверения к нему в боевой обстановке, в результате стихийного бедствия либо при других обстоятельствах, когда награждённый не мог предотвратить их утрату.
Приказ 1998 года предусматривал возможность лишения знака «приказом Министра внутренних дел Российской Федерации при увольнении из органов внутренних дел и внутренних войск МВД России по отрицательным мотивам».

## Описание
Нагрудный знак «Почётный сотрудник МВД» состоит из основы овальной формы, в центре которой помещено изображение в виде сияния, залитое рубиновой эмалью, по краю — ребристая поверхность. На основе, залитой рубиновой эмалью, закреплены накладки в виде обнажённого меча с золотистой рукоятью вверх и монограммы «МВД» в обрамлении развевающейся ленты, которая покрыта эмалью цветов цветов Государственного флага Российской Федерации.
В приложении № 1 к Положению о знаке отмечается, что детали знака изготавливаются из серебра, а буквы «МВД» и рукоятка меча позолочены.
Размер знака — 45 миллиметров в высоту и 25 миллиметров в поперечнике.

## Ношение
Согласно пункту 6 положения о нагрудном знаке «Почётный сотрудник МВД», данный знак носится награждённым на правой стороне груди и при наличии государственных наград России и СССР располагается ниже них. 
На обратной стороне нагрудного знака, как отмечается в описании знака (приложение № 1 к Положению о знаке), для крепления к одежде имеется нарезной штифт с гайкой.

## Аналогичные награды

### Россия

#### Субъекты федерации
Общая тенденция демократизации всех сторон жизни общества в 1990-е годы, а также так называемый «парад суверенитетов», отмечает А. М. Рогов, стали причиной появления знака «Почетный сотрудник МВД Республики Татарстан». Подобные почётные знаки впоследствии появились и в ряде других субъектов Российской Федерации.

#### Федеральная служба войск национальной гвардии

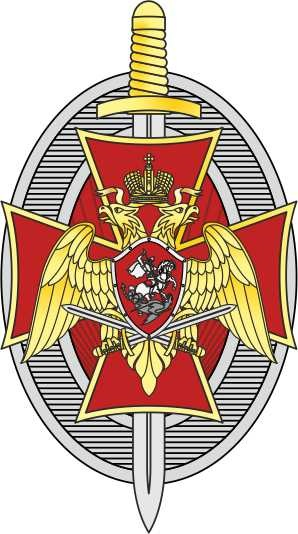
Нагрудный знак к званию «Почётный сотрудник Росгвардии»

5 апреля 2016 года президент России Владимир Путин подписал указ о создании на базе внутренних войск МВД России войск национальной гвардии Российской Федерации, входящих в структуру Федеральной службы войск национальной гвардии Российской Федерации. Приказом Федеральной службы войск национальной гвардии Российской Федерации — главнокомандующего войсками национальной гвардии Российской Федерации от 14 февраля 2017 года № 50 «О ведомственных наградах Федеральной службы войск национальной гвардии Российской Федерации» были учреждены звание и нагрудный знак «Почетный сотрудник Росгвардии».
Звание «Почетный сотрудник Росгвардии» присваивается отличившимся военнослужащим, сотрудникам, федеральным государственным гражданским служащим и работникам войск национальной гвардии Российской Федерации, ранее награждённым ведомственными наградами структуры и имеющим стаж военной службы либо стаж государственной гражданской службы не менее 15 лет.

### Беларусь
Нагрудный знак «Почётный сотрудник МВД» существует и в системе ведомственных наград Министерства внутренних дел Беларуси. Он был учреждён 8 апреля 2003 года президентским указом № 147 «Об учреждении нагрудных знаков Министерства внутренних дел „Почетный сотрудник МВД“ и „Отличник милиции“». Им награждаются лица рядового и начальствующего состава органов внутренних дел, военнослужащие внутренних войск МВД за образцовое исполнение служебных обязанностей, имеющие выслугу 15 и более лет. Награду также могут получить иные граждане страны, иностранные граждане и лица без гражданства, оказывающие эффективное содействие органам внутренних дел в решении возложенных на них задач, активно способствующие развитию и укреплению связей между правоохранительными органами.

## Комментарии
1. ↑  Официальное наименование, согласно приказу МВД России от 20 апреля 2017 года № 220 «О ведомственных знаках отличия Министерства внутренних дел Российской Федерации» — «нагрудный знак МВД России „Почётный сотрудник МВД“».
2. ↑  Министерство охраны общественного порядка СССР.
3. ↑  В приложении № 3 к приказу МВД России от 31 октября 2013 года № 998 указывалось, что знаком награждаются лица рядового и начальствующего состава органов внутренних дел, военнослужащие внутренних войск. 5 апреля 2016 года президент России Владимир Путин подписал указ о создании на базе внутренних войск МВД России войск национальной гвардии Российской Федерации, входящих в структуру Федеральной службы войск национальной гвардии Российской Федерации. В феврале 2017 года был учреждён знак «Почетный сотрудник Росгвардии»➤.